# Ced 110
Ced 110 è una nebulosa a riflessione visibile nella costellazione del Camaleonte.
Si individua nella parte settentrionale della costellazione, circa 2° a nordest di δ Chamaeleontis, una stella di quarta magnitudine; si trova nella parte centro-orientale di una grande nebulosa oscura estesa per alcuni gradi, ben evidente grazie all'assenza di stelle di fondo nella sua direzione. La sua declinazione è fortemente australe, al punto che può essere osservata quasi esclusivamente dalle regioni dell'emisfero australe terrestre, sebbene sia visibile, molto bassa, sull'orizzonte, anche pochi gradi a nord dell'equatore.
Ced 110 fa parte della Nube del Camaleonte, una nube molecolare in cui hanno luogo dei fenomeni di formazione stellare generanti stelle di piccola massa; questa nube riveste una grande importanza nello studio della formazione dei sistemi planetari e delle nane brune. L'oggetto centrale di Ced 110, nonché il principale responsabile della sua illuminazione, è TYC 9414-787-1, una stella di pre-sequenza principale con emissioni nella banda dell'infrarosso; questa stella coincide infatti con la sorgente IRAS 11048-7706. Ad est della nube vi è il getto doppio indicato come HH 49 e HH 50, un oggetto di Herbig-Haro eccitato dalla giovanissima stella B35, profondamente avvolta nei gas della nube. La sorgente energetica dei getti sarebbe invece la giovanissima protostella Cha-MMS1, l'oggetto più giovane conosciuto nella regione attorno a Ced 110. La nube ospita anche un flusso con emissioni CO, che potrebbe essere originato dalla sorgente infrarossa Ced 110 IRS4, un giovane oggetto stellare di Classe I.